# Энкарнасан (Лиссабон)
Энкарнасан (порт. Encarnação) — район (фрегезия) в Португалии, входит в округ Лиссабон. Является составной частью муниципалитета Лиссабон. Находится в составе крупной городской агломерации Большой Лиссабон. По старому административному делению входил в провинцию Эштремадура. Входит в экономико-статистический субрегион Большой Лиссабон, который входит в Лиссабонский регион. Население составляет 3182 человека на 2001 год. Занимает площадь 0,15 км².